# Weathered
Weathered es el nombre del tercer álbum de estudio de la banda de rock Creed, Fue lanzado al mercado el 20 de noviembre de 2001 y fue certificado con seis discos de platino por la RIAA. El álbum es el último de la banda antes de su separación en el 2003 y el único sin el bajista Brian Marshall.
El álbum mejoró los números de su predecesor, Human Clay, en su primera semana a la venta y logró despachar 887 000 copias, lo que le llevó a entrar en el número uno del Billboard 200. Su primer sencillo, "My Sacrifice", fue lanzado en octubre de 2001 y también logró el número uno en las listas del Billboard estadounidense.

## Lista de canciones
Todas las canciones escritas y compuestas por Scott Stapp y Mark Tremonti.
1. "Bullets" – 3:49
2. "Freedom Fighter" – 2:36
3. "Who's Got My Back?" – 8:25
4. "Signs" – 4:29
5. "One Last Breath" – 3:58
6. "My Sacrifice" – 4:54
7. "Stand Here With Me" – 4:17
8. "Weathered" – 5:30
9. "Hide" – 4:27
10. "Don't Stop Dancing" – 4:33
11. "Lullaby" – 3:04

## Sencillos
- 2001 - "My Sacrifice"
- 2001 - "Bullets"
- 2002 - "One Last Breath"
- 2002 - "Don't Stop Dancing"
- 2003 - "Weathered"

## Posición en las listas
| Año  | Lista          | Posición |
| ---- | -------------- | -------- |
| 2001 | Billboard 200  | 1        |
| 2002 | Billboard 200  | 1        |
| 2003 | Billiboard 200 | 1        |

El álbum debutó en la lista de éxito Billboard 200 y se mantuvo por 8 semanas consecutivas, récord que Creed comparte con The Beatles.

| Predecesor: Scarecrow de Garth Brooks | Billboard 200 8 de diciembre de 2001 - 1 de febrero de 2002 | Sucesor: Drive de Alan Jackson |